# Psychophysik
Die Psychophysik stellt eines der wissenschaftshistorisch ältesten psychologischen Forschungsgebiete dar. Sie bezieht sich auf die gesetzmäßigen Wechselbeziehungen zwischen subjektivem psychischen (mentalen) Erleben und quantitativ messbaren, also objektiven physikalischen Reizen als den auslösenden Prozessen. Die Psychophysik wurde 1860 von Gustav Theodor Fechner begründet und stützt sich auf die Vorarbeiten von Ernst Heinrich Weber. Philosophischer Hintergrund ist das Leib-Seele-Problem. Sie wird als Teilgebiet der experimentellen Psychologie, Sinnesphysiologie, Wahrnehmungspsychologie oder der Psychophysiologie betrachtet und befasst sich z. T. auch mit ästhetischen Fragen des Geschmacks.

(1) Äußere Psychophysik
(2) Innere Psychophysik
(3) Physiologie

Auf Fechner geht die Unterscheidung zwischen äußerer und innerer Psychophysik zurück. Während die äußere Psychophysik den Zusammenhang zwischen Reizungen der Sinnesorgane und Erleben misst, beschäftigt sich die innere Psychophysik mit den Relationen zwischen neuronalen Prozessen und Erleben. Meist wird unter „Psychophysik“ primär die Untersuchung von Reiz–Erlebenszusammenhängen verstanden, während der Bereich der inneren Psychophysik heute der kognitiven Neurowissenschaft zugeordnet wird. Diese Zuordnungen resultieren aus der Tatsache, dass Fechner die innere Psychophysik nur theoretisch postulieren, aber aufgrund eingeschränkter neurowissenschaftlicher Methoden nicht an ihr forschen konnte.

## Geschichte
Die Pythagoras (ca. 570–510 v. Chr.) zugeschriebene Entdeckung eines konstanten Verhältnisses zwischen der Länge der Saiten einer Leier und den Grundton beruht auf der Legende von Pythagoras in der Schmiede. Dennoch hat sich für die auf der Quinte als dem harmonischsten Intervall beruhende Stimmung die Bezeichnung pythagoreische Stimmung erhalten, vgl.a. Quintenzirkel. Die als harmonisch bezeichneten Tonintervalle weisen folgende Schwingungsverhältnisse auf: Oktave 1:2, Quinte 2:3, Quart 3:4 und Große Terz 4:5. Mit diesen Ausführungen ist bereits der Bogen gespannt zu ästhetischen Fragestellungen wie z. B. denen des Goldenen Schnitts, zu denen Fechner ebenfalls empirische Studien verfasst hat.
Einer der frühesten Ansätze zur psychophysischen Skalierung stammt von Claudius Ptolemäus (ca. 100–175 n. Chr.) um 150 n. Chr. Er hat ein brauchbares Maß für die Größe der Gestirne vorgeschlagen anhand der scheinbaren Helligkeit der Sterne.

## Teilbereiche

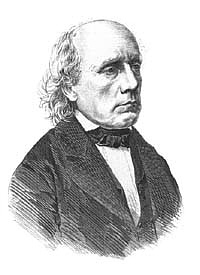
Gustav Theodor Fechner (1801–1887)

Neben der Unterscheidung zwischen innerer und äußerer Psychophysik kann man die Arbeitsbereiche in Bezug auf die Sinnesmodalitäten differenzieren. Viele psychophysische Arbeiten sind auf einen Sinn – also etwa auf die visuelle oder auditive Wahrnehmung (s. a. Psychoakustik), den Geruchs- oder Tastsinn – spezialisiert. Zudem kann man vier verschiedene Fragebereiche unterscheiden:
1. Zum einen kann die Wahrnehmungsschwelle (Absolutschwelle) untersucht werden. Dabei wird erforscht, wie stark die Reizung eines gegebenen Sinnesorgans sein muss, damit eine Reaktion erfolgt. Durch Adaptationseffekte kann die Wahrnehmungsschwelle in verschiedenen Zusammenhängen erheblich variieren.
2. Des Weiteren kann die Reizunterscheidung untersucht werden. Wie verschieden müssen zwei Reize sein, damit sie in einem gegebenen Kontext als unterschiedlich empfunden werden (Unterschiedsschwelle)? Mittels des Unsicherheitsintervalls werden physisch verschiedene Reize definiert, die die gleiche Empfindung auslösen. Bei der Farbwahrnehmung spricht man auch von Metamerie.
3. Ein weiteres Thema ist die Reizerkennung. So kann man fragen, wann etwa ein blaues Dreieck als ein blaues Dreieck erkannt wird. In der Regel wird das Vorhandensein eines Reizes registriert (Reizdetektion), bevor eine Identifikation möglich ist.
4. Ein letzter Untersuchungsbereich ist die Skalierung, in der nicht nur untersucht wird, ob eine Person einen Reiz erkannt hat, sondern, ob sie schätzen kann, wie stark der Reiz ist. Die Skalierungsfähigkeiten können in verschiedenen Situationen erheblich variieren.

## Psychophysische Gesetze

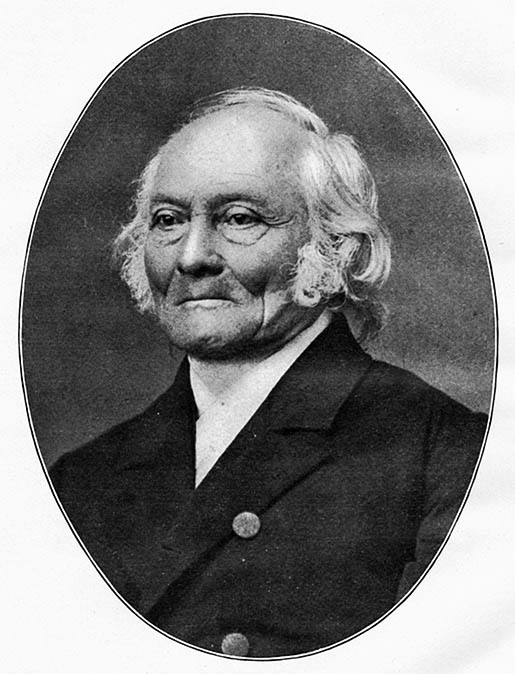
Ernst Heinrich Weber (1795–1878)

In der Psychophysik sind eine Reihe klassischer Gesetze formuliert worden (Webers Gesetz, Fechners Gesetz, Stevens’sches Gesetz, Bloch’sches Gesetz, Riccò’sches Gesetz). 
Das Webersche Gesetz beschreibt die Beobachtung, dass die Unterschiedsschwelle in einem nahezu festen Verhältnis zur Reizintensität steht: Je stärker der Reiz, desto größer muss der Reizunterschied sein, um diesen Unterschied zu bemerken. Die formale Beschreibung lautet:
{\displaystyle {\frac {\Delta R}{R}}=const.=k}
Dabei steht {\displaystyle \Delta R} für den Reizunterschied und {\displaystyle R} für den Reiz. Der Quotient wird auch als Weberscher Bruch bezeichnet. Ein Beispiel: Bei k = 1/10 braucht man bei einem Reiz von 10 Einheiten einen Reizunterschied von einer Einheit, um ihn zu bemerken. Bei einem Gewicht von 20 g würde man folglich 2 g brauchen, um einen Unterschied zu registrieren. Bei einem Gewicht von 20 kg wären es hingegen 2 kg Reizschwankung.
Fechners Gesetz (auch Fechner-Skala) beschreibt den Zusammenhang zwischen Reiz- und Erlebnisintensität:
{\displaystyle E=k\cdot \log R+f}
{\displaystyle E} repräsentiert in der Formel die Empfindungsstärke, {\displaystyle R} die Reizstärke. Die Empfindungsstärke entspricht damit dem Logarithmus der Reizintensität, multipliziert mit einer Konstanten, zu dem eine weitere (kleine) Konstante addiert wird. Anders formuliert besagt Fechners Gesetz, dass die Empfindungsstärke (näherungsweise und in einem geeigneten Bereich) mit dem Logarithmus der Reizstärke wächst. Eine Verdopplung der Reizstärke hat also nicht eine Verdopplung der Empfindungsstärke, sondern etwa nur einen Zuwachs von {\displaystyle k\cdot 30\%} zur Folge. Fechner leitete seine Skala aus dem Weberschen Gesetz ab, mittels des Postulats, dass die (je nach Reizintensität unterschiedliche) Unterschiedsschwelle einem konstanten Empfindungszuwachs entspricht. Die Empfindungsstärke ist dann das Integral des Weberschen Bruchs. Wie alle sinnesphysiologischen/wahrnehmungspsychologischen Gesetze gilt Fechners Gesetz nur innerhalb eines gewissen Geltungsbereichs. Fechnerskalen liegen zum Beispiel der Lautstärkemessung (als Schalldruckpegel in dB) und Helligkeitsmessung zugrunde.

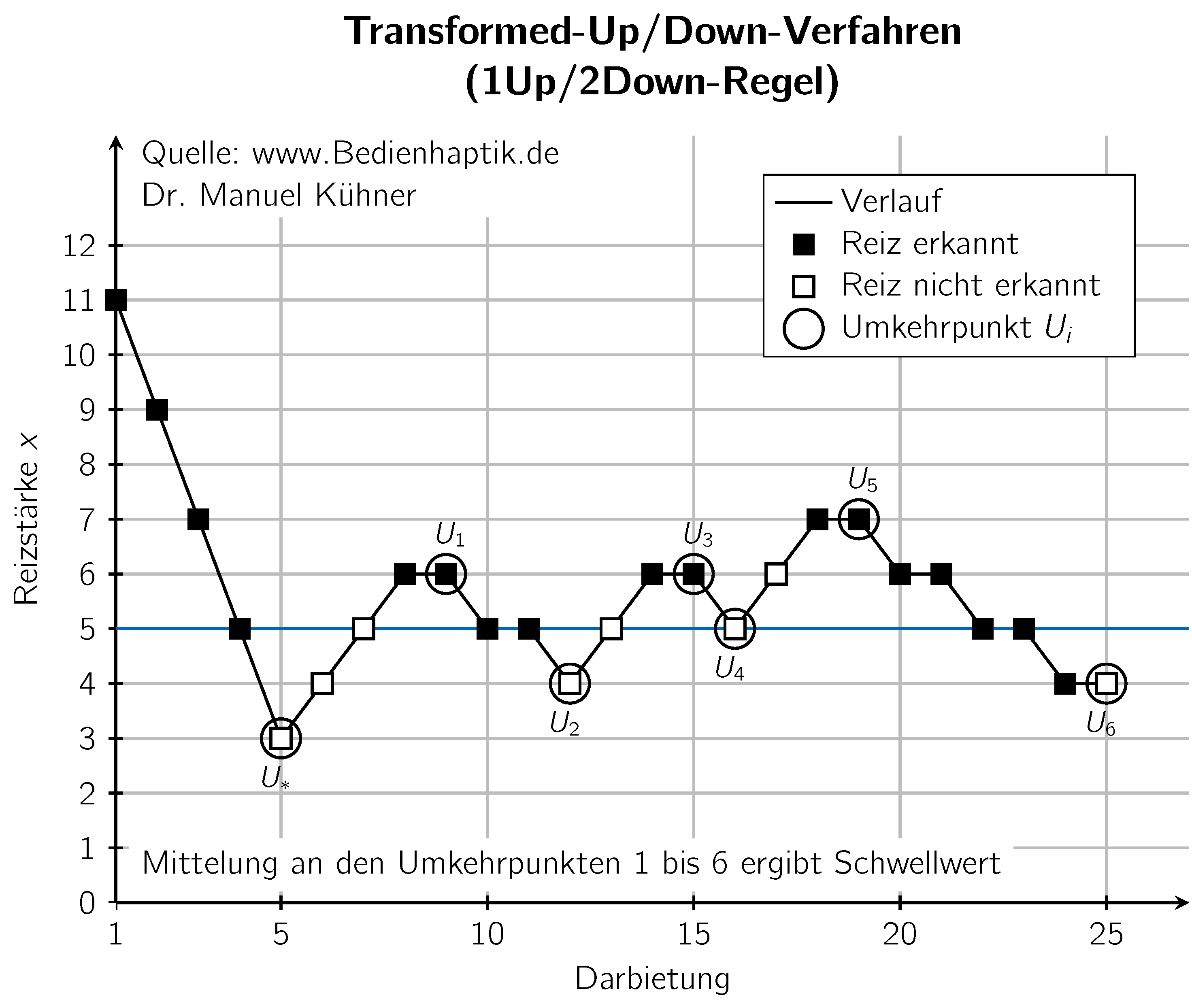
Exemplarischer Verlauf eines Experiments mit einem adaptiven Schwellenbestimmungsverfahren (hier das sog. Transformed-Staircase-Verfahren). Bis zum ersten Umkehrpunkt (welcher hier nicht mitgezählt wird) wird eine größere Schrittweite und das Simple-Up/Down-Staircase-Verfahren verwendet, damit man sich schnell in den Bereich der Schwelle begibt.

Mitte des 20. Jahrhunderts fand Stanley S. Stevens (1957) einen Weg, Empfindungsstärken direkt zu messen. Er führte dazu verschiedene Verfahren der sog. Magnitude-Estimation ein. Die mittels dieser Methoden gefundenen Empfindungsstärken lassen sich über einen großen Bereich gut durch eine Potenzfunktion beschreiben
(Stevenssche Potenzfunktion):
{\displaystyle G=k\cdot R^{m}}
Der Exponent {\displaystyle m} repräsentiert hier die modalitätsspezifische Potenz, die für die meisten Sinne kleiner als eins ist (mit Ausnahme des Schmerzes und der Längenempfindung) und {\displaystyle G} die subjektiv geschätzte Größe eines Attributes. Nach Stevens trifft die durchschnittliche Schätzung der Größe eines Attributes etwa als Potenzfunktion der Intensität des Reizes zu. Das Stevens’sche Gesetz wird gern in einer doppelt-logarithmischen Darstellung gezeigt; in ihr ist der Zusammenhang eine Gerade, deren Steigung durch den Exponent {\displaystyle m} gegeben ist.
In den meisten Darstellungen wird das Steven’sche Gesetz als das gegenüber dem Fechner'schen zutreffendere dargestellt. Dieser gängigen Lehrbuchmeinung wird jedoch auch widersprochen.

## Wissenschafts- und philosophiehistorische Bedeutung
Die Psychophysik hat sich im Verhältnis zu anderen kognitionswissenschaftlichen Disziplinen sehr früh entwickelt. Webers und Fechners zentrale Arbeiten fallen auf die Mitte des 19. Jahrhunderts. Ihre systematische und empirische Erforschung von Reiz-Erlebens-Zusammenhängen hat einen großen Einfluss auf viele Wissenschaftler und Philosophen gehabt. Beispiele sind Hermann von Helmholtz und Ernst Mach, Max Weber und Wilhelm Wirth. Sigmund Freud führte das von Fechner eingeführte Prinzip der psychischen Energie weiter (Psychodynamik). Fechners Empfindungslehre berührt das in der Philosophie des Geistes zentrale Leib-Seele-Problem. Die Psychophysik gehörte damit zu den wissenschaftshistorisch bedeutsamen Vorreitern einer naturwissenschaftlichen Erforschung von Bewusstseinsprozessen.
Gleichzeitig bietet das Werk Fechners auch eine kritisch-skeptische Perspektive auf die Naturwissenschaften. Fechner war als Kritiker des Materialismus nicht der Meinung, dass sich mentale Ereignisse auf physische Ereignisse reduzieren lassen. Dennoch versuchte er mit der Psychophysik Zusammenhänge zwischen diesen Ereignissen herzustellen. Fechners methodologische Einstellung findet sich zum Teil auch heute bei Neurowissenschaftlern wieder, die nach neuronalen Korrelaten des Bewusstseins suchen, ohne damit eine metaphysische Aussage über die Natur des Bewusstseins machen zu wollen.